# ناثان جونز (مصارع)
ناثان جونز (بالإنجليزية: Nathan Jones)‏ ممثل ومصارع أسترالي محترف ولد في 21 أغسطس 1969 في جولد كوست، كوينزلاند، أستراليا كان أول ظهور له في حلبات المصارعة في 11 أكتوبر 1997 إعتزل المصارعة في عام 2005.
وقد لعب دور الشرير في الفيلم الهندي جات الطائر الذي صدر في أغسطس 2016.